# NGC 7570
NGC 7570 este o galaxie situată în constelația Pegas. A fost descoperită în 17 noiembrie 1784 de către William Herschel. Se află la o distanță de 68 de megaparseci de Pământ.